# Hesthesis crabroides
Hesthesis crabroides är en skalbaggsart som beskrevs av Carter 1928. Hesthesis crabroides ingår i släktet Hesthesis och familjen långhorningar. Inga underarter finns listade i Catalogue of Life.